# Marbre de Yule

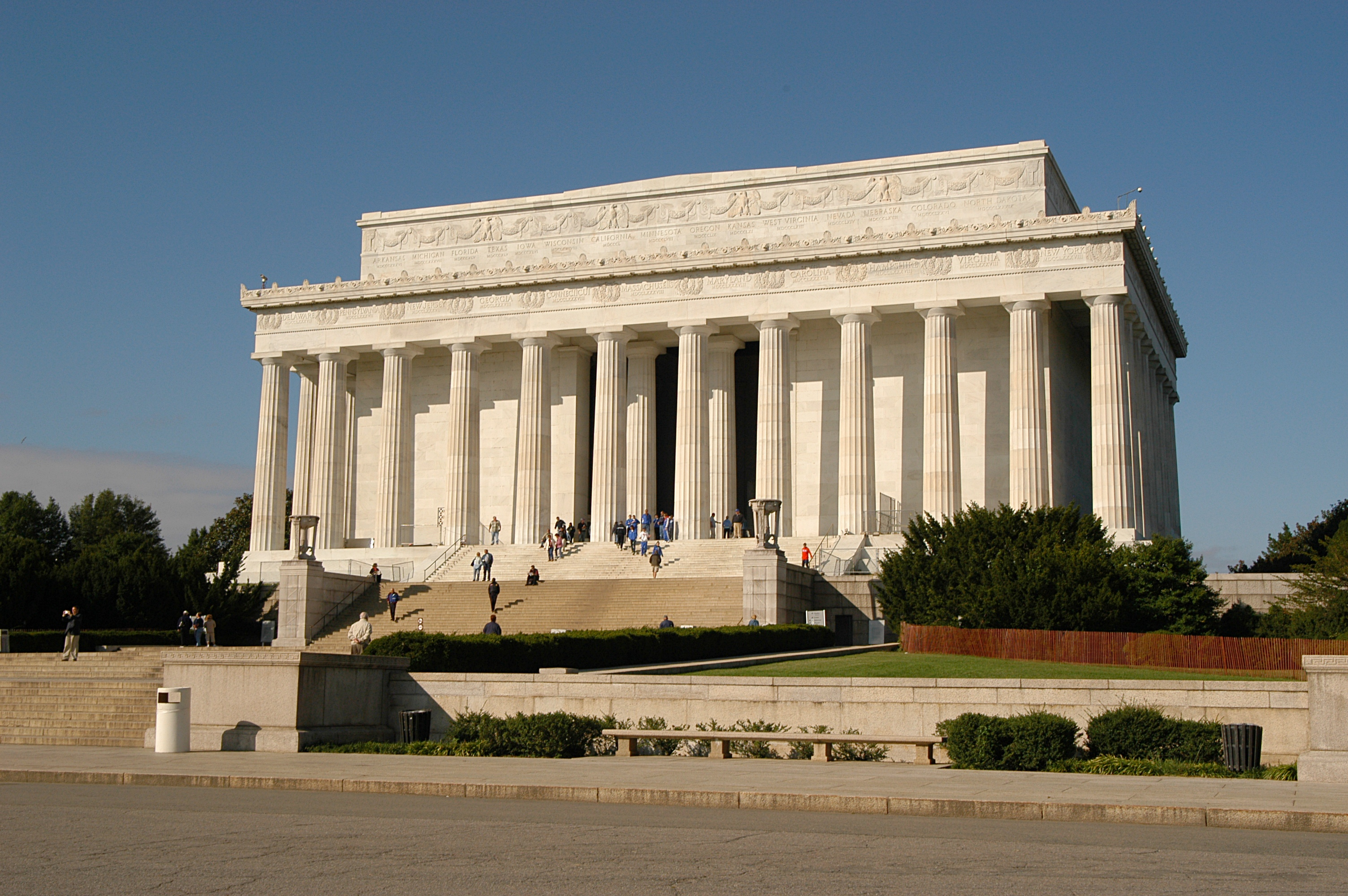
Le Lincoln Memorial, construit principalement en marbre de Yule et en calcaire de l'Indiana.

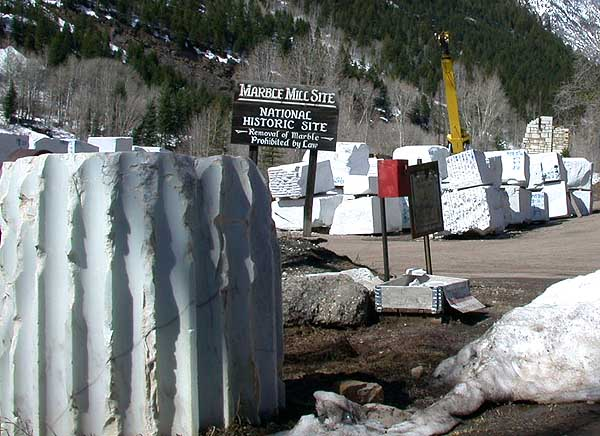
Blocs de marbre à Marble (Colorado)

Le marbre de Yule  (en anglais Yule Marble) est un marbre que l'on trouve dans l'ouest des Elk Mountains dans l'État américain du Colorado près de la petite ville de Marble (39° 04′ 20″ N, 107° 11′ 22″ O). Il est connu pour sa composition d'une blancheur uniforme sans pratiquement aucune veine grise communément trouvée sur les autres marbres blancs. La roche porte le nom de George Yule, un ingénieur des mines qui a découvert et réalisé le potentiel de ce gisement marbrier. Celui-ci, parmi les plus importants au monde, est composé à 99,5 % de pure calcite, l'un des marbres les plus purs qui puisse être exploités en carrière. Le marbre du Yule fut déclaré roche de l'État (en) du Colorado en 2004. La même année, la carrière fut acquise par Polycor.
Ce marbre est utilisé dans de nombreux monuments aux États-unis, principalement la tombe des Inconnus (ou tombe des Soldats inconnus) au cimetière national d'Arlington, le Lincoln Memorial à Washington DC et le gratte-ciel Equitable Building à New York. Le premier usage important est le Capitole de l'État du Colorado en 1895. 
La carrière de Marble fut choisie pour fournir le marbre de la tombe des Inconnus car c'était la seule capable de fournir un bloc d'un seul tenant de telles dimensions. Ce bloc de 50,8 tonnes était alors le plus grand bloc de marbre jamais taillé aux États-Unis. 
Le marbre est une roche métamorphique qui se crée sous la pression et l'échauffement du calcaire. Le marbre de Yule fut formé par métamorphose du calcaire de Leadville présent dans cette région. La grande taille des blocs qui peuvent être extraits en carrière est due au contact métamorphique plutôt qu'au métamorphisme régional. Cela signifie que la métamorphose est due à l'intrusion de roches magmatiques dans le voisinage. Dans ce cas l'intrusion magmatique est celle du granit de Treasure Mountain qui échauffa et compressa le calcaire le transformant dans le marbre blanc que l'on connait aujourd'hui. Les autres marbres que l'on trouve aux États-Unis dans les États du Vermont et de la Géorgie sont eux le résultat de métamorphismes régionaux qui sont plus associés à l'orogenèse et à l'érosion des chaines de montagne à une échelle régionale. Le métamorphisme de contact est aussi responsable de la zone très concentrée où l'on peut trouver le marbre de Yule. Aucune autre vallée du Colorado n'abrite du marbre de manière significative.      
Le marbre de Yule fut découvert dans la vallée de la Crystal River à la fin des années 1870 par les prospecteurs d'or et d'argent. La ville de Marble fut fondée et plus tard l'exploitation fut lancée dans la région. Le marbre du Yule fut exposé lors de l'Exposition universelle de 1893 (World's Columbian Exposition) à Chicago, devenant alors internationalement connu et économiquement rentable à l'exploitation.

## Référence
- (en) Cet article est partiellement ou en totalité issu de l’article de Wikipédia en anglais intitulé « Yule Marble » (voir la liste des auteurs).